# ناگت مرغ
ناگت مرغ یا لقمه‌مرغ یک محصول فراوری شده از گوشت مرغ است که برای تهیه‌اش سینه مرغ را چرخ کرده، در آرد سوخاری یا خمیرابه می‌غلتانند و سپس در روغن سرخ کرده یا تنوری می‌کنند. رستوران‌ها معمولاً برای ناگت‌های خود را در روغن‌های گیاهی مانند روغن نارگیل سرخ می‌کنند.

## تاریخچه
ناگت مرغ در دههٔ ۱۹۵۰ توسط رابرت سی. بیکر، یک دانشمند غذا و استاد دانشگاه کرنل، اختراع شد که آن را بدون حق اختراع و به عنوان یک کار پژوهشی در اختیار عموم قرار داد. ابداع دکتر بیکر این اجازه را می‌داد تا ناگت‌های مرغ را به هر شکلی درآورد. شرکت تایسون فودز دستور پخت مک‌ناگت مرغ را در سال ۱۹۷۹ برای مک‌دونالدز ایجاد کرد و از ۱۹۸۰ فروش آن آغاز شد.

## رکورد جهانی
رکورد بزرگ‌ترین ناگت مرغ جهان مربوط به ناگتی با طول و عرض ۰٫۹۹ و ۰٫۶۱ متر و وزن ۲۳٬۲ کیلوگرم می‌باشد که توسط رستوران‌های زنجیره‌ای ایمپایر کوشر طبخ شد. از این ناگت در ۲۹ اکتبر ۲۰۱۳ در شعبه‌ای در سیکوکس، نیوجرسی پرده‌برداری شد.

## مایکوپروتئین به عنوان جایگزین گوشت مرغ در فرمول ناگت: خصوصیات فیزیکوشیمیایی و حسی
هدف از این مطالعه جایگزینی سینه مرغ با مایکوپروتئین در ناگت‌ها و بهینه‌سازی خواص حسی و تکنولوژیکی آن بود. در مرحله اول مطالعه، ۱۴ فرمولاسیون با طراحی مخلوط برای ارزیابی تأثیر سه عامل اتصال (به عنوان متغیر مستقل) تهیه شد: ایزوله پروتئین سویا، فسفات و کاراگینان بر خواص حسی. سپس فرمولاسیون بهینه ناگت مایکوپروتئین (با مقبولیت بالاتر) مشخص شد و با ناگت مرغ (شاهد) از جنبه‌های بافت، رنگ و فیزیکوشیمیایی مقایسه شد. ویژگی‌های بافت شامل سختی، فنری، چسبندگی و جویدن نمونه بهینه شده (۳۷/۱ کیلوگرم، ۷۰/۰ میلی‌متر، ۵۶/۰ و ۵۳/۰ کیلوگرم بر میلی‌متر) در مقایسه با شاهد تفاوت معنی‌داری نداشتند.